# Cryosat-Eisstrom
Der Cryosat-Eisstrom ist ein Eisstrom an der English-Küste des Palmerlands im Südteil der Antarktischen Halbinsel. Er fließt nordwestlich des Savin-Nunataks und 40 km südöstlich der Eklund-Inseln in westlicher Richtung zum George-VI-Schelfeis im George-VI-Sund.
Das UK Antarctic Place-Names Committee benannte ihn 2018. Namensgeber sind die Satelliten CryoSat-1 und CryoSat-2, die bei der Fernerkundung der Antarktis zum Einsatz kamen.